# Marina Bazanova
Marina Bazanova   (Omsk, 25 de desembre de 1962 - Bremen, 27 d'abril de 2020) fou una jugadora d'handbol russa que va competir sota bandera de la Unió Soviètica i de l'Equip Unificat, durant les dècades de 1980 i 1990.
El 1988 va prendre part en els Jocs Olímpics de Seül, on guanyà la medalla de bronze en la competició d'handbol. Quatre anys més tard, als Jocs de Barcelona, revalidà la medalla de bronze. En el seu palmarès també destaquen tres medalles d'or al campionat del món d'handbol, el 1982, 1986, i 1990.
A nivell de clubs jugà al Spartak de Kíev (1982-1991), amb qui guanyà, entre d'altres, sis lligues soviètiques (de 1983 a 1988) i cinc Copes d'Europa (1981, 1983, 1985, 1986, 1987, 1988); el TuS Walle Bremen (1991-1998), amb qui guanyà quatre lligues alemanyes (1992, 1994, 1995 i 1996, tres copes alemanyes (1993, 1994 i 1995) i una Recopa d'Europa (1994); i al Werder Bremen, on es retirà i acabà fent d'entrenadora fins al 2008.